# Ghelamco Arena
La Ghelamco Arena è uno stadio di Gand, in Belgio.
A partire dalla stagione 2013-2014, ospita le partite casalinghe della squadra del Gent, il più grande club della città di Gand ed ha una capacità di 20.000 spettatori. Ha sostituito lo stadio Jules Otten ed è stato inaugurato il 17 luglio 2013 con una partita contro lo Stoccarda.